# To a Southern Slaveholder

To a Southern Slaveholder (littéralement, « À un propriétaire d'esclaves du Sud ») est une lettre ouverte écrite par l'abolitionniste Theodore Parker, en 1848, à un  esclavagiste fictif du sud des États-Unis. Parker apostrophe ce dernier, relevant ses contradictions: alors qu'en tant que chrétien, il justifie l'esclavage en s'appuyant sur l'Ancien Testament, parole de Dieu, il refuse les rites de ce même Ancien Testament, comme le Shabbat par exemple, en arguant que le Christ les a abrogés au nom du même Dieu.
Parker invite alors son destinataire à bien voir que le christianisme ne consiste pas à croire aux histoires rapportées dans l'Ancien Testament, mais à aimer son frère comme soi-même et à aimer Dieu de tout son cœur. Il conclut en relevant qu'il n'a lui-même rien à gagner à l'abolition de l'esclavage, si ce n'est quelques noms d'oiseaux qu'on lui adressera, et qu'il ne tient pas son correspondant pour son ennemi.